# بستگان سببی (فیلم ۲۰۰۳)
قوم و خویش سببی (به انگلیسی: The In-Laws) فیلمی به کارگردانی اندرو فلمینگ محصول سال ۲۰۰۳ آمریکا است که از بازیگران اصلی آن می‌توان به مایکل داگلاس و آلبرت بروکس ،لیندسی اسلون، رایان رینولدز، دیوید سوشی، رابین تونی و کندیس برگن اشاره کرد. این فیلم یک بازسازی از فیلمی به همین نام در سال۱۹۷۹ بوده‌است.

## خلاصه
یک پزشک خوش اخلاق درست پیش از مراسم ازدواج دخترش متوجه می شود که داماد جدیدش یک قاچاقچی بین المللی است و...